# Vicente Palacios (beisbolista)
Vicente Palacios Díaz (19 de julio de 1963, Mata Loma, Manlio Fabio Altamirano, Veracruz, México) es un ex lanzador derecho de béisbol profesional mexicano que jugó ocho temporadas en las Grandes Ligas, en tres diferentes equipos. Jugó en Liga Mexicana de Beisbol y Liga Mexicana del Pacífico donde los Águilas de Mexicali retiraron su número 58 como mención de honor.

## Liga Mexicana del Pacífico.
Inicio en 1983, y pasó luego a Mexicali. En la liga invernal jugó 14 temporadas para los Caballeros Águilas de Mexicali, iniciando en 1986, por lo que en 17 de diciembre de 2023 retiraron el #58 que usaba a manera de homenaje. 
Tiró un juego sin hit ni carrera en la serie de postemporada 1993-1994 en el estadio Héctor Espino de Hermosillo Sonora contra los Naranjeros, siendo uno de los tres de la liga junto con Jim Gott de Ostioneros de Guaymas en 1981 y Andrés Cruz de Mazatlán en 1990. Fue líder de efectividad en 1986-87, con 2.31 y lo repitió en 1998-1999 con 1.59. Fue parte el equipo campeón con ellos en 1988-89 y 1998-99. Campeón de ponches en ´86-87, ´94-´95 y ´97-´98. Líder en blanqueadas 1993-94 siendo el undécimo de entre los mejores de la liga con 922. Es el segundo mejor lanzador del equipo emplumado con 53 victorias. También es el segundo en ponches con 8.6, debajo de 8.8 de Felipe Leal, por cada 9 entradas. En 2022, es entrenador de picheo con su equipo de siempre.

## Liga Mexicana
Tuvo una marca de 68-52 y 29 salvados en 120 aperturas y 176 relevos. Palacios debutó en 1983 con los Rojos del Águila de Veracruz para un 12-5. Luego estuvo con Piratas de Campeche, Diablos Rojos, Saraperos de Saltillo, Sultanes de Monterrey y Toros de Tijuana.y finalmente los Tecolotes de los Dos Laredos en 2003 antes de retirarse a los 40 años. Estuvo como entrenador de lanzadores con Olmecas de Tabasco, Toros de Tijuana y Tigres de Quintana Roo.

## Estados Unidos

### Ligas menores
En 1984, lo compraron los Medias Blancas de Chicago, y estuvo con ellos dos temporadas con su equipo, en la liga doble A. También fue contratado por los Mets de Nueva York en julio de 1999, para siete juegos para su filial Norfolk Tides. En 2001 fue tomado por los Cachorros de Chicago y enviado a la triple A, con los Cachorros de Iowa.

### Ligas mayores
Estuvo 8 temporadas en Grandes Ligas para un récord de 18-20 victorias y derrotas. 5 con Piratas, 2 con cardenales y una con Padres. 
Apareció en 134 juegos, incluidos 44 juegos como titular, 2 de los cuales fueron blanqueadas y otros 2 juegos completos. En sus 90 apariciones como relevista, 26 juegos completos más 7 salvamentos, para 372 entradas lanzadas, permitiendo 44 jonrones, 348 hits, para 190 carreras, 158 bases por bolas y ponchó a 270 para un promedio de carreras limpias de 4.43.
Fue contratado por los Piratas de Pittsburgh, debutando con ellos en relevo el 4 de septiembre de 1987 contra Nolan Ryan. Tuvo record de 12-8, con y estuvo como miembro del equipo campeón de la división Este de la Liga Nacional durante tres temporadas consecutivas, de 1990 a 1992. Su mejor temporada fue 1991 con 36 apariciones, para marca de 6-3 y 3 salvados con 3.65 de carreras limpias admitidas. 
Pasó a los Cardenales de San Luis dos temporadas, en 1994 y 1995. 
Se convirtió en agente libre después y firmó con los Padres de San Diego terminando su ciclo de Grandes Ligas en mayo de 2000. 